# هامغيونغ الشمالية (مقاطعة)
منطقة شمال هامغيونغ هي منطقة تقع في أقصى شمال كوريا الشمالية. تشكلت هذه المنطقة في عام 1896 من النصف الشمالي لمنطقة هامغيونغ السابقة.

## الجغرافيا
تحد الصين المنطقة في الشمال، جنوب هامغيونغ في أقصى الجنوب، و ريانغانغ في الغرب. وفي الشرق بحر اليابان (بحر شرق كوريا). تعد المنطقة موطن منصة إطلاق الصواريخ موسودان ري ، ومعسكر الاعتقال هويريونغ.

## أعلام
- جو هيون
- شوي هونج هي